# Temporada 1978-79 de Los Angeles Lakers
La temporada 1978-79 fue la trigésimo primera de los Lakers en la NBA, y la decimonovena en su ubicación en Los Ángeles, California. La temporada regular acabaron con 47 victorias y 35 derrotas, ocupando el quinto puesto de la Conferencia Oeste, clasificándose para los playoffs en los que cayeron en semifinales de conferencia ante los Seattle SuperSonics.

## Elecciones en elDraft
| Ronda | Puesto | Jugador        | Posición | Nacionalidad   | Universidad         |
| ----- | ------ | -------------- | -------- | -------------- | ------------------- |
| 2     | 26     | Ron Carter     | Escolta  | Estados Unidos | VMI                 |
| 3     | 60     | Michael Cooper | Escolta  | Estados Unidos | New Mexico          |
| 5     | 104    | Carlos Terry   | Escolta  | Estados Unidos | Winston-Salem State |

## Temporada regular
| División Pacífico        | División Pacífico | División Pacífico | División Pacífico | División Pacífico | División Pacífico | División Pacífico | División Pacífico | División Pacífico |
| Equipo                   | G                 | P                 | %                 | PD                | Casa              | Fuera             | Div               |                   |
| ------------------------ | ----------------- | ----------------- | ----------------- | ----------------- | ----------------- | ----------------- | ----------------- | ----------------- |
| y-Seattle SuperSonics    | 52                | 30                | .634              | –                 | 31-10             | 21-20             | 11–9              |                   |
| x-Phoenix Suns           | 50                | 32                | .610              | 2                 | 32–9              | 18–23             | 11–9              |                   |
| x-Los Angeles Lakers     | 47                | 35                | .573              | 5                 | 31–10             | 16–25             | 11–9              |                   |
| x-Portland Trail Blazers | 45                | 37                | .549              | 7                 | 33–8              | 12–29             | 8–12              |                   |
| San Diego Clippers       | 43                | 39                | .524              | 9                 | 29–12             | 14–27             | 11–9              |                   |
| Golden State Warriors    | 38                | 44                | .463              | 14                | 23–18             | 15–26             | 8–12              |                   |

## Playoffs

### Primera ronda
Denver Nuggets vs. Los Angeles Lakers 
| Fecha       | Partido                                    | Ciudad      |
| ----------- | ------------------------------------------ | ----------- |
| 10 de abril | Denver Nuggets 110, Los Angeles Lakers 105 | Denver      |
| 13 de abril | Los Angeles Lakers 121, Denver Nuggets 109 | Los Ángeles |
| 15 de abril | Denver Nuggets 111, Los Angeles Lakers 112 | Denver      |
|             | Los Angeles Lakers gana las series 2-1     |             |

### Semifinales de Conferencia
Seattle SuperSonics vs. Los Angeles Lakers 
| Fecha       | Partido                                         | Ciudad      |
| ----------- | ----------------------------------------------- | ----------- |
| 17 de abril | Seattle SuperSonics 112, Los Angeles Lakers 101 | Seattle     |
| 18 de abril | Seattle SuperSonics 108, Los Angeles Lakers 103 | Seattle     |
| 20 de abril | Los Angeles Lakers 118, Seattle SuperSonics 112 | Los Ángeles |
| 22 de abril | Los Angeles Lakers 115, Seattle SuperSonics 117 | Los Ángeles |
| 25 de abril | Seattle SuperSonics 106, Los Angeles Lakers 100 | Seattle     |
|             | Seattle SuperSonics gana las series 4-1         |             |

## Estadísticas
| Rk | Jugador             | Edad | P  | PT | MP   | TC  | TCI  | %TC  | TL  | TLI | %TL  | RO  | RD   | RT   | AS  | RB  | TAP | BP  | FP  | PTS  |
| -- | ------------------- | ---- | -- | -- | ---- | --- | ---- | ---- | --- | --- | ---- | --- | ---- | ---- | --- | --- | --- | --- | --- | ---- |
| 1  | Kareem Abdul-Jabbar | 31   | 80 |    | 39.5 | 9.7 | 16.8 | .577 | 4.4 | 5.9 | .736 | 2.6 | 10.2 | 12.8 | 5.4 | 1.0 | 4.0 | 3.5 | 2.9 | 23.8 |
| 2  | Norm Nixon          | 23   | 82 |    | 38.4 | 7.6 | 14.0 | .542 | 1.9 | 2.5 | .775 | 0.6 | 2.2  | 2.8  | 9.0 | 2.5 | 0.2 | 2.8 | 3.0 | 17.1 |
| 3  | Jamaal Wilkes       | 25   | 82 |    | 35.5 | 7.6 | 15.1 | .504 | 3.3 | 4.4 | .751 | 2.0 | 5.4  | 7.4  | 2.8 | 1.6 | 0.3 | 2.7 | 3.4 | 18.6 |
| 4  | Adrian Dantley      | 23   | 60 |    | 29.6 | 6.2 | 12.2 | .510 | 4.9 | 5.7 | .854 | 2.2 | 3.5  | 5.7  | 2.3 | 1.1 | 0.2 | 2.6 | 2.7 | 17.3 |
| 5  | Lou Hudson          | 34   | 78 |    | 21.6 | 4.2 | 8.2  | .517 | 1.4 | 1.6 | .887 | 0.8 | 1.0  | 1.8  | 1.8 | 0.7 | 0.2 | 1.3 | 1.7 | 9.8  |
| 6  | Don Ford            | 26   | 79 |    | 19.5 | 2.9 | 5.7  | .507 | 0.9 | 1.1 | .809 | 1.1 | 2.3  | 3.4  | 1.3 | 0.6 | 0.3 | 1.2 | 2.2 | 6.7  |
| 7  | Ron Boone           | 32   | 82 |    | 19.3 | 3.2 | 6.9  | .455 | 1.1 | 1.3 | .865 | 0.6 | 1.1  | 1.8  | 1.9 | 0.8 | 0.1 | 1.8 | 2.1 | 7.4  |
| 8  | Jim Price           | 29   | 75 |    | 16.1 | 2.3 | 4.6  | .497 | 0.7 | 1.1 | .696 | 0.3 | 1.3  | 1.6  | 2.9 | 0.9 | 0.2 | 1.3 | 1.7 | 5.3  |
| 9  | Kenny Carr          | 23   | 72 |    | 16.0 | 3.1 | 6.3  | .500 | 1.2 | 1.9 | .606 | 1.0 | 3.1  | 4.1  | 0.8 | 0.5 | 0.4 | 1.6 | 2.1 | 7.4  |
| 10 | Dave Robisch        | 29   | 80 |    | 15.2 | 1.9 | 4.2  | .446 | 1.1 | 1.4 | .748 | 1.0 | 2.5  | 3.6  | 1.2 | 0.3 | 0.3 | 0.7 | 1.4 | 4.8  |
| 11 | Brad Davis          | 23   | 5  |    | 13.0 | 1.6 | 2.2  | .727 | 0.6 | 0.8 | .750 | 0.0 | 0.2  | 0.2  | 1.8 | 0.4 | 0.0 | 1.2 | 2.0 | 3.8  |
| 12 | Ron Carter          | 22   | 46 |    | 7.2  | 1.2 | 2.7  | .435 | 0.8 | 1.2 | .667 | 0.5 | 0.5  | 1.0  | 0.5 | 0.4 | 0.2 | 0.9 | 1.2 | 3.1  |
| 13 | Michael Cooper      | 22   | 3  |    | 2.3  | 1.0 | 2.0  | .500 | 0.0 | 0.0 |      | 0.0 | 0.0  | 0.0  | 0.0 | 0.3 | 0.0 | 0.3 | 0.3 | 2.0  |

## Galardones y récords
| Jugador             | Galardón                                                                 |
| Kareem Abdul-Jabbar | 2.º Mejor quinteto de la NBA Mejor quinteto defensivo de la NBA All-Star |